# Vrilletta murrayi
Vrilletta murrayi är en skalbaggsart som beskrevs av Leconte 1874. Vrilletta murrayi ingår i släktet Vrilletta och familjen trägnagare. Inga underarter finns listade i Catalogue of Life.